# Evangelische Kirche Adorf

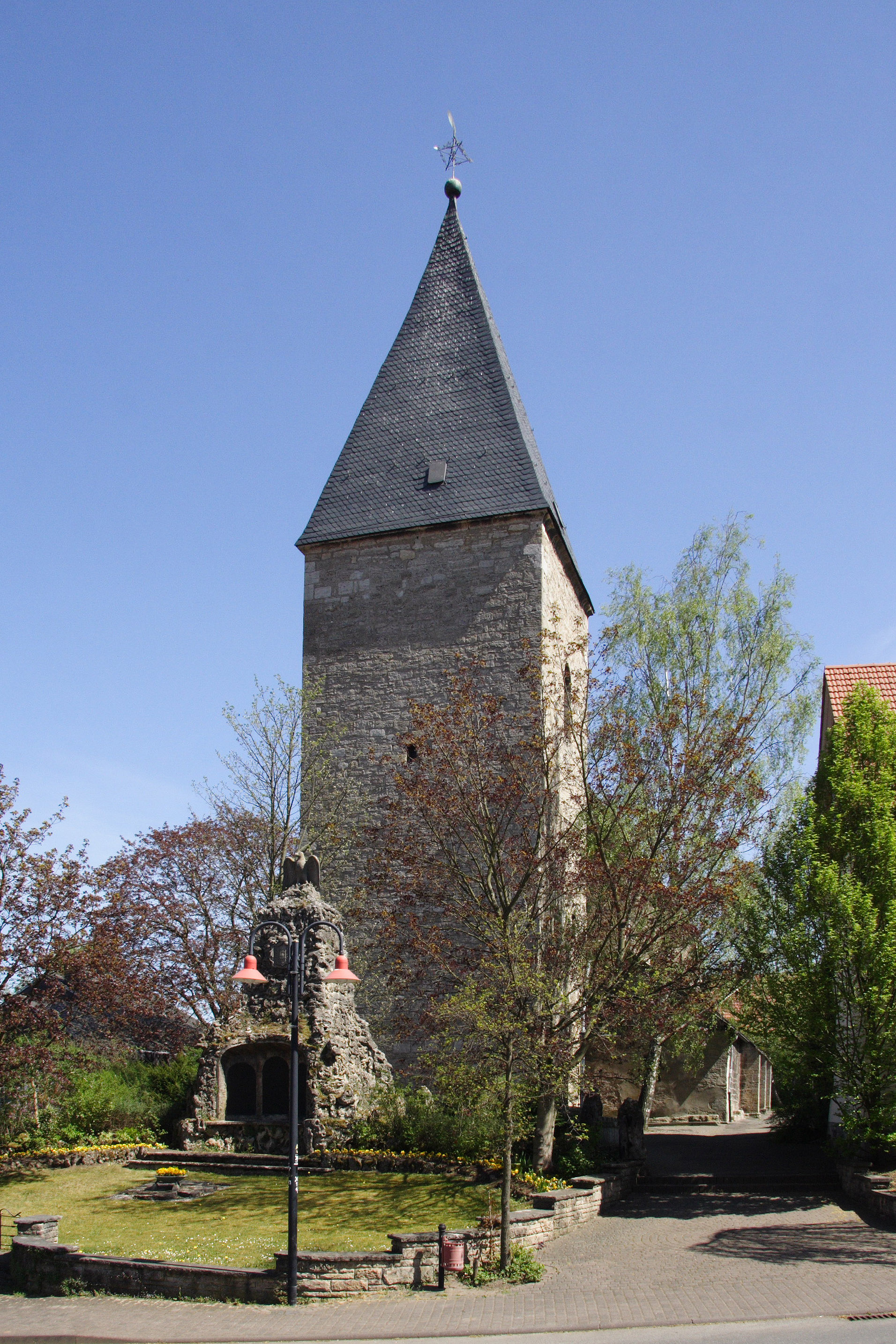
St. Johannis

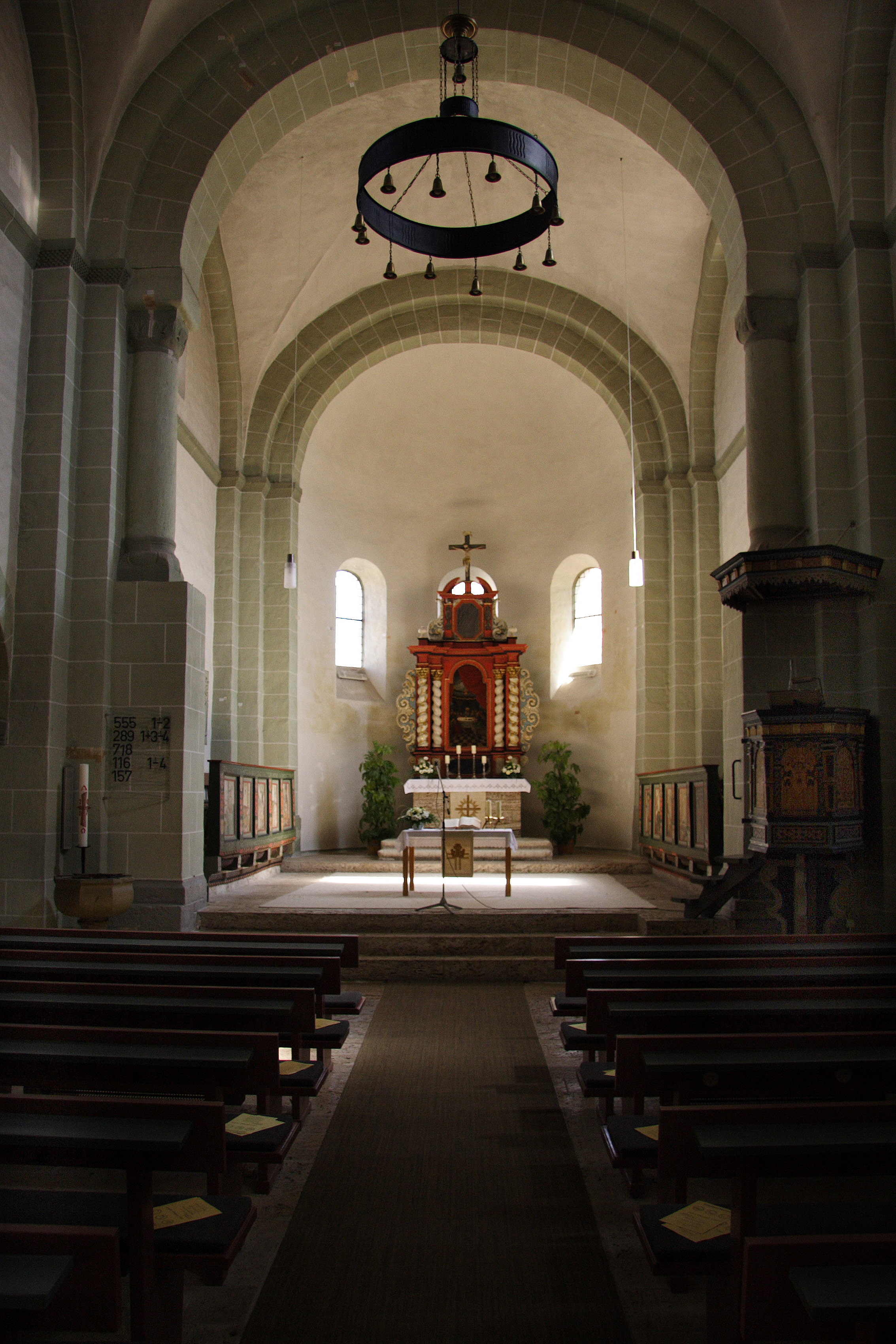
Blick auf den Chor

Die evangelische Kirche ist ein denkmalgeschütztes Kirchengebäude in Adorf, einem Ortsteil der Gemeinde Diemelsee im Landkreis Waldeck-Frankenberg (Hessen). Sie gehört zur Kirchengemeinde Diemelsee im Kirchenkreis Twiste-Eisenberg der Evangelischen Kirche von Kurhessen-Waldeck.

## Architektur und Ausstattung
Die ehemals dem Hl. Johannes der Täufer geweihte Kirche war ab 1231 Sitz eines Vizearchidiakons. Der einheitliche romanische Bau von der zweiten Hälfte des 12. Jahrhunderts ist der größte seiner Art im weiteren Umkreis. Die drei Doppeljoche der Pfeilerbasilika des gebundenen Systems ruhen auf niedrigen Pfeilern. Der Chor mit einer halbrunden Apsis ist nahezu quadratisch. Von den Apsiden der Seitenschiffe ist nur die nördliche erhalten. Der kräftige Westturm mit Pyramidenhelm ist vorgebaut. Er wurde um 1200 als Wehrturm errichtet. Der Triumphbogen ruht auf vorgelegten Säulen. Bemerkenswert sind die Kanzel von 1610 mit aufwändig geschnitzten Füllungen und der Altaraufsatz mit einem Abendmahlgemälde vom Ende des 17. Jahrhunderts. Bei Renovierungsarbeiten wurden 1963 die Reste von ehemaligen Seitenemporen freigelegt, die wegen ihrer ländlichen Malerei bemerkenswert sind.
Seit einiger Zeit ist der Chorraum wieder in der ursprünglichen, rot-weißen Farbgebung ausgemalt.
Im Turm hängen fünf Glocken, von welchen drei im Jahre 1983 oder 1987 von der Glockengiesserei Rincker gegossen wurden. Die beiden größeren Glocken wurden Anfang des 16. Jahrhunderts gegossen und stammen sehr wahrscheinlich aus der Schule des Gerhard van Wou.